# Tsutomu Matsuda
Tsutomu Matsuda (japanisch 松田 勉 Matsuda Tsutomu; * 5. Oktober 1983 in der Präfektur Aichi) ist ein ehemaliger japanischer Fußballspieler.

## Karriere
Matsuda erlernte das Fußballspielen in der Jugendmannschaft von Nagoya Grampus Eight und der Universitätsmannschaft der Chūkyō-Universität. Seinen ersten Vertrag unterschrieb er 2006 bei Ventforet Kofu. Der Verein spielte in der höchsten Liga des Landes, der J1 League. Für den Verein absolvierte er zwei Erstligaspiele. Danach spielte er bei FC Gifu und FC Kariya. Ende 2008 beendete er seine Karriere als Fußballspieler.